# Aleksandr Ugarow
Aleksandr Iwanowicz Ugarow (ros. Александр Иванович Уга́ров, ur. 31 sierpnia?/13 września 1900 w Bogorodsku, zm. 25 lutego 1939 w Moskwie) – rosyjski komunista, działacz Rosyjskiej Komunistycznej Partii (bolszewików) - RKP(b) i Wszechzwiązkowej Komunistycznej Partii (bolszewikow) - WKP(b) zastępca członka KC WKP(b) (1934–1937), członek KC WKP(b) (1937–1938). Ofiara „wielkiej czystki”.

## Życiorys
Od 1918 członek RKP(b), pracownik w Najwyższej Radzie Gospodarki Narodowej, sekretarz rejonowego komitetu RKP(b) w Moskwie, od 1919 komisarz wojskowy i zastępca dowódcy pułku piechoty, później do 1921 szef wydziału politycznego dywizji piechoty na Froncie Południowym, w latach 1921–1923 zastępca kierownika i kierownik wydziału agitacji i propagandy rejonowego komitetu RKP(b) w Moskwie, 1923–1926 studiował na Wydziale Ekonomicznym Instytutu Czerwonej Profesury. Od 1926 wykładowca w Leningradzkim Instytucie Politechnicznym, zastępca kierownika Wydziału Agitacyjno-Propagandowego Leningradzkiego Komitetu Obwodowego WKP(b), redaktor gazety „Leningradzka Prawda”, od 1932 kierownik Wydziału Kulturalno-Propagandowego Leningradzkiego Komitetu Miejskiego WKP(b), od czerwca 1932 do 17 stycznia 1934 II sekretarz Komitetu Miejskiego WKP(b) w Leningradzie. Od 10 lutego 1934 do 12 października 1937 zastępca członka KC WKP(b), od 5 marca 1935 do 19 lutego 1938 ponownie II sekretarz Leningradzkiego Komitetu Miejskiego WKP(b), od 12 października 1937 do grudnia 1938 członek KC WKP(b), od 10 lutego do 8 czerwca 1938 p.o. I sekretarza, a od 17 czerwca do 2 listopada 1938 I sekretarz Moskiewskiego Komitetu Obwodowego WKP(b). Od 1937 deputowany do Rady Najwyższej ZSRR 1 kadencji, 1938 członek Prezydium Rady Najwyższej ZSRR.
W okresie „wielkiej czystki” 20 października 1938 aresztowany przez NKWD. 25 lutego 1939 skazany na śmierć przez Kolegium Wojskowe Sądu Najwyższego ZSRR za „uczestnictwo w kontrrewolucyjnej organizacji terrorystycznej i zdradę Ojczyzny”, stracony tego samego dnia. Ciało skremowano w krematorium na Cmentarzu Dońskim, prochy pochowano anonimowo.
23 stycznia 1956 zrehabilitowany przez Kolegium Wojskowe SN ZSRR.